# Hidin' from Love
Singles de Bryan Adams
Remember
(1980) Coming Home
(1980)
Hidin' From Love est un single du chanteur canadien Bryan Adams, paru en 1980.

## Vue d'ensemble
Hidin' From Love a été écrite en février 1979 par Jim Vallance, Bryan Adams et Eric Kagna, dans un studio temporaire aménagé par Vallance dans le salon de sa maison, qu'il loue, à Vancouver, après que la veille, une pluie abondante et que le studio est inondé jusqu'au cheville. Le titre est influencé par les groupes tels que The Cars et Toto, en particulier le premier album de The Cars, qui a eu une influence majeure sur l'écriture. L'enregistrement a commencé au Pinewood Studios à Vancouver (avec Geoff Turner comme ingénieur du son) et s'est terminée à Manta Studios à Toronto (avec Hayward Parrott  comme ingénieur du son).

## Classement
| Classement (1980)                 | Meilleure position |
| --------------------------------- | ------------------ |
| Afrique du Sud (Springbok Charts) | 15                 |
| Canada (RPM Top Singles)          | 64                 |
| France (SNEP)                     | 10                 |